# گلوریا وتسیس
گلوریا وُتسیس (انگلیسی: Gloria Votsis؛ زادهٔ ۹ فوریهٔ ۱۹۷۹) یک هنرپیشه اهل ایالات متحده آمریکا است. وی از سال ۲۰۰۳ میلادی تاکنون مشغول فعالیت بوده‌است.

## گزیدهٔ آثار

### سینما
- قطار (۲۰۰۸)
- فیلم قاتل (۲۰۰۸)
- آموزش چارلی بنکس (۲۰۰۷)

### تلویزیون
- گریم (۲۰۱۴)
- مظنون (۲۰۱۲)
- سی‌اس‌آی: میامی (۲۰۱۱)
- یقه سفید (۲۰۱۲–۲۰۱۰)
- ان‌سی‌آی‌اس (۲۰۰۵)
- سکس و شهر (۲۰۰۳)